# 1212 dans les croisades
Cette page regroupe les évènements concernant les Croisades qui sont survenus en 1212 :
- printemps : Croisade des enfants[1].
- 20 juin : Mort de Gautier de Montbéliard, connétable du royaume de Jérusalem et ancien régent du royaume de Chypre[2].
- 16 juillet : Les Almohades d'Espagne sont battus à Las Navas de Tolosa[1].
- 25 juillet : prise de Pennes en Agenais par Simon IV de Montfort[3].